# Pietsch
Pietsch ist ein deutscher Familienname.

## Etymologie und Verbreitung
Der Name ist ein Patronym zu der deutsch-slawischen hybriden Kurz- und Koseform Pietsch der westslawischen Varianten des Rufnamens Peter. Diese war im Gebiet deutsch-slawischen Sprachkontakts (v. a. Schlesien und Sachsen) bereits historisch weit verbreitet.
Mit 5617 Namensträgern (Stand 2024) belegt Pietsch Rang 438 unter den häufigsten Familiennamen in Deutschland und zählt damit zu den häufigsten Familiennamen slawischer Herkunft.

## Namensträger
- Albrecht Pietsch (1934–2024), deutscher Mathematiker und Hochschullehrer
- Alexander Pietsch (* 1956), deutscher Fußballspieler
- Alexander Pietsch (* 1972), deutscher Jockey
- Andreas Pietsch (* 1975), deutscher Musiker
- Andrzej Pietsch (1932–2010), polnischer Grafiker und Maler
- Boris Pietsch (* 1971), deutscher Schauspieler
- Christian Pietsch (* 1960), deutscher Altphilologe
- Edgar Pietsch (1913–1987), deutscher Ingenieur und Hochschullehrer
- Elias Pietsch (1740–nach 1779), Hamburger Maler
- Erich Pietsch (1902–1979), deutscher Chemiker
- Erich Pietsch (Kreisleiter) (1905–1950), deutscher Parteifunktionär (NSDAP)
- Ernst Robert Pietsch (1850–1928), deutscher Landschaftsgärtner und Reiseschriftsteller
- Franziska Pietsch (* 1969), deutsche Violinistin
- Friedrich Pietsch (1896–1969), deutscher Archivar und Schriftsteller
- Gerhard Pietsch (1939–2013), deutscher Sportjournalist
- Gerti Pietsch (1927–1993), deutsche Journalistin und Schriftstellerin
- Gina Pietsch (* 1946), deutsche Sängerin und Schauspielerin
- Gustav Pietsch (Politiker) (1891–1956), deutscher Politiker (SPD), Mitglied des Abgeordnetenhauses von Berlin
- Gustav Pietsch (Kapitän) (1893–1975), deutscher NS-Oppositioneller
- Hans Pietsch (Kryptologe) (1907–1967), deutscher Kryptologe
- Hans Pietsch (Journalist), deutsch-britischer Journalist
- Hans Pietsch (Go-Spieler) (1968–2003), deutscher Go-Spieler
- Horst Pietsch (1934–2019), deutscher Politiker (SED)
- Janine Pietsch (* 1982), deutsche Schwimmerin
- Jan-Niklas Pietsch (* 1991), deutscher Eishockeyspieler
- Jari Pietsch (* 1991), deutscher Eishockeyspieler
- Johann Valentin Pietsch (1690–1733), deutscher Arzt und Dichter
- Johannes Pietsch (* 2001), österreichisch-philippinischer Sänger
- Johannes Pietsch (Funktionär) (1911–?), deutscher SED-Funktionär
- Josef Pietsch (1899–1945), deutscher Schriftsteller, siehe Cosmus Flam
- Jürgen Pietsch (* 1948), deutscher Stadtplaner, Landschaftsgärtner und Stadtökologe
- Karl Pietsch (Romanist) (1860–1930), in den USA wirkender deutscher Romanist und Hispanist
- Karl Pietsch (Politiker) (* 1943), österreichischer Politiker (SPÖ), Landtagsabgeordneter
- Leo Pietsch (1905–1981), Weihbischof der Diözese Seckau
- Ludwig Pietsch (1824–1911), deutscher Maler, Kunstschriftsteller und Feuilletonist
- Manfred Pietsch (1936–2015), deutscher Maler und Grafiker
- Marcus Pietsch, deutscher Bildungswissenschaftler
- Martha Pietsch (* 2003), deutsche Basketballspielerin
- Max Pietsch (1902–1976), österreichischer Wirtschaftswissenschaftler und Soziologe
- Michael Pietsch (Mediziner) (1958–2022), deutscher Arzt
- Michael Pietsch (Theologe) (* 1967), deutscher Theologe und Hochschullehrer
- Michael Pietsch (Schauspieler) (* 1984), deutscher Schauspieler, Puppenbauer und Puppenspieler
- Monika Pietsch (* 1943), deutsche Schauspielerin
- Oskar Pietsch (1918–2012), deutscher Filmarchitekt
- Otto Pietsch (1874–1960), deutscher Schriftsteller
- Paul Pietsch (Landrat) (1877–1945), preußischer Verwaltungsjurist und Landrat
- Paul Pietsch (1911–2012), deutscher Rennfahrer und Verleger
- Peter-Paul Pietsch (* 1954), deutscher Rennfahrer und Verleger
- Rainer Pietsch (Musiker) (1944–1997), deutscher Musiker und Produzent
- Rainer Pietsch (* 1957), deutscher Fußballspieler
- Robin Pietsch (* 1988), deutscher Koch und Unternehmer
- Roland Pietsch (* 1965), deutscher Einzelhandelskaufmann und Forstwissenschaftler; seit 2021 Leiter des Nationalparks Harz
- Roland Pietsch (Philosoph) (* 1942), Philosoph und Hochschullehrer
- Rosamunde Pietsch (1915–2016), Leiterin der weiblichen Schutzpolizei in Hamburg
- Rudolf Pietsch (1951–2020), österreichischer Musiker und Musikwissenschaftler
- Steffen Pietsch (* 1963), deutscher Theaterschauspieler und Regisseur
- Theodore Wells Pietsch (* 1945), US-amerikanischer Systematist und Evolutionsbiologe
- Thomas Pietsch (* 1960), deutscher Professor für Wirtschaftsinformatik
- Thorsten Pietsch (* 1962), deutscher Kriminalautor
- Torsten Pietsch, deutscher Neuropathologe
- Ullrich Pietsch (* 1952), deutscher Physiker und Hochschullehrer
- Ulrich Pietsch (* 1950), deutscher Kunsthistoriker und Direktor der Porzellansammlung in Dresden
- Ursula Werther-Pietsch (* 1964), österreichische Publizistin
- Walter Max Ernst Pietsch (* 1915), deutscher Bühnenbildner
- Wilhelm Pietsch, Geheimer Kommerzienrat in Memel (Ostpreußen)
- Wolfgang Pietsch (General) (1859–1935), deutscher Generalmajor
- Wolfgang Pietsch (Komponist) (1929–1974), deutscher Komponist und Orchesterleiter
- Wolfgang Pietsch (Kameramann) (* 1935), deutscher Kameramann
- Wolfgang Pietsch (Architekt) (* 1936), deutscher Architekt und Sachbuchautor
- Wolfgang Pietsch (Philologe) (* 1946), österreichischer Philologe und Pädagoge
- Wolfgang Pietsch (Astrophysiker) (* 1948), deutscher Astrophysiker
- Wolfgang Pietsch (Fußballspieler) (* 1955), deutscher Fußballspieler
- Yasmin Pietsch (* 1991), deutsche Fußballspielerin